# Cnemidocarpa radicosa
Cnemidocarpa radicosa är en sjöpungsart som först beskrevs av William Abbott Herdman 1882.  Cnemidocarpa radicosa ingår i släktet Cnemidocarpa och familjen Styelidae. Inga underarter finns listade i Catalogue of Life.